# Борнмут
Борнмут (енгл. Bournemouth) је град у Уједињеном Краљевству у Енглеској у грофовији Дорсет. Према процени из 2007. у граду је живело 178.499 становника.
Борнмут је 1810. основао Луис Трегонвел. Раст града убрзала је изградња железнице. Градски статус је добио 1870. Борнмут је познат као популарно летовалиште.

## Становништво
Према процени, у граду је 2008. живело 178.499 становника.
| 1981.   | 1991.   | 2001.   |
| ------- | ------- | ------- |
| 142.829 | 155.488 | 167.527 |

## Партнерски градови
- Нетанја
- Луцерн
- Георгсмаринхите
- Koekelberg
- Таргу Муреш